# Triton (thần thoại)

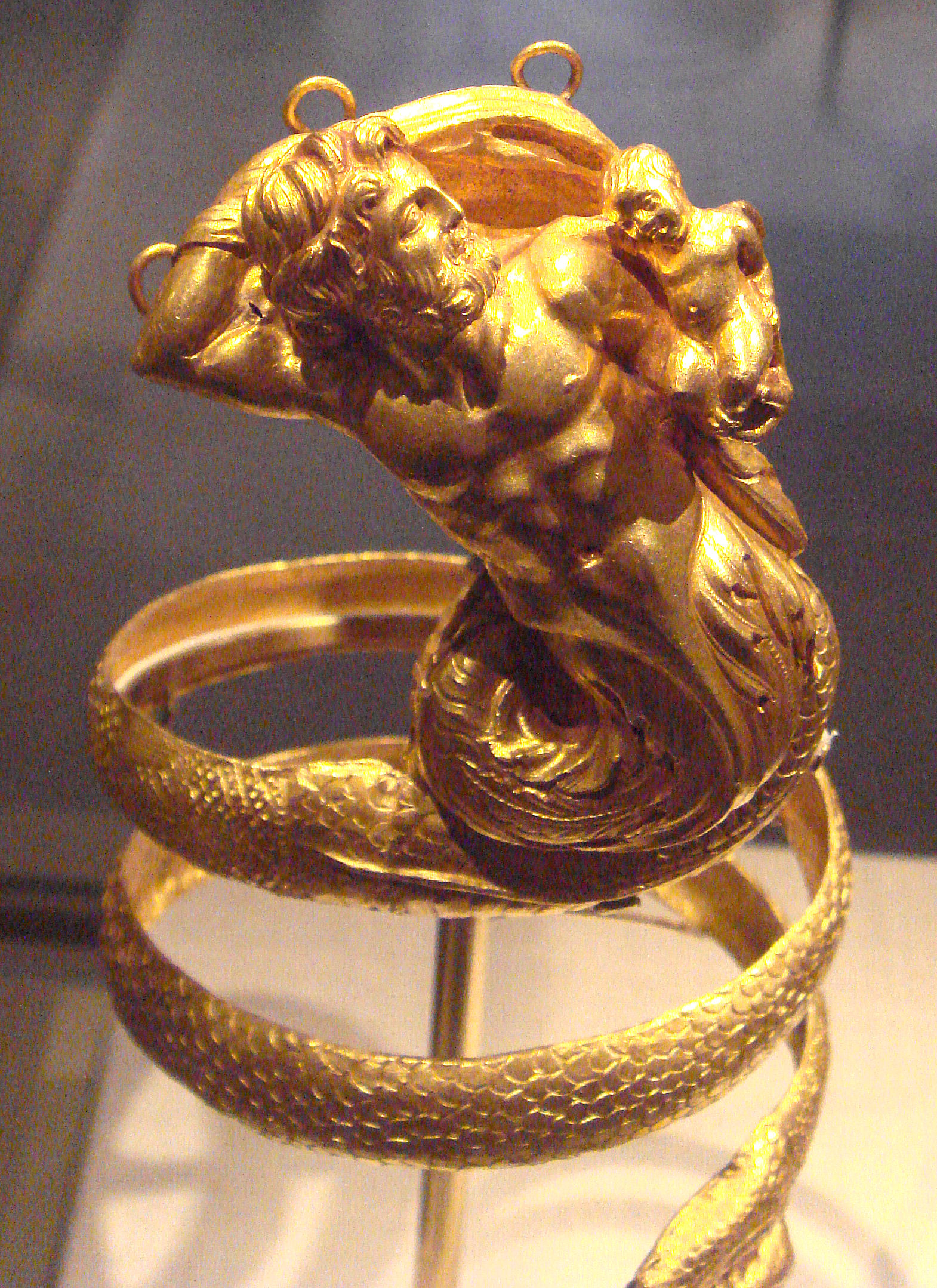
băng tay vàng với Triton đang cầm một chiếc putto, Hy Lạp, 200 năm trước Công nguyên Bảo tàng Nghệ thuật Thủ đô)

Triton (/ˈtraɪtən/; tiếng Hy Lạp cổ: Τρίτων Tritōn) là một thần trong thần thoại Hy Lạp, là sứ giả của biển. Ông là con trai của Poseidon và Amphitrite, các vị nam thần và nữ thần của biển, và là lời báo cho cha mình. Ông thường được miêu tả như một con mèo có thân trên của con người và đuôi của một con cá, "màu biển", theo Ovid "vai của ông barnacled với vỏ biển".
Giống như cha mình, Poseidon, ông đã mang một chiếc đinh ba. Tuy nhiên, đặc điểm đặc biệt của Triton là một vỏ ốc xà cừ xoắn, mà ông thổi như một cây kèn để làm dịu hoặc nâng sóng. Âm thanh của nó như tiếng ồn ào, khi lớn lên, nó đưa những người khổng lồ bay, người tưởng tượng nó là tiếng gầm của một con thú hoang dã đen tối.
Theo Theohony của Hesiod, Triton sống cùng cha mẹ trong một cung điện vàng ở đáy biển; Homer đặt ghế của mình ở vùng biển ngoài Aegae (có lẽ là Aegae, Achaea, nơi Poseidon có cung điện của ông). Câu chuyện về Argonauts đặt nhà ông trên bờ biển Libya. Khi Argo được đưa lên bờ trong Vịnh Syrtes Minor, phi hành đoàn đã mang chiếc tàu tới "Hồ Tritonian", Hồ Tritonis, từ đó Triton, vị thần địa phương đã được Diodorus Siculus "cai trị Libya", chào đón họ với một khách mời-món quà của một mảnh đất và hướng dẫn họ thông qua các cửa hàng đầm lầy của hồ trở lại Địa Trung Hải. Khi Argonauts bị lạc trên sa mạc, ông hướng dẫn họ tìm đường đi từ sông xuống biển.
Triton là cha của Pallas và nuôi dưỡng bố mẹ của nữ thần Athena.. Pallas đã bị giết chết bởi Athena vô tình trong một cuộc chiến đấu giữa hai nữ thần. Triton đôi khi có thể được nhân lên thành một loạt Tritones, các ác quỷ của biển.
Trong Aeneid của Virgil, quyển 6, người ta nói rằng Triton đã giết Misenus, con trai của Aeolus, bằng cách đánh chết ông sau khi ông thách thức các vị thần chơi cũng như ông đã làm.